# Poédogo-I
Ne doit pas être confondu avec Poédogo-II.
Pour les articles homonymes, voir Poédogo.
Poédogo-I est une localité située dans le département de Loumbila de la province de l'Oubritenga dans la région Plateau-Central au Burkina Faso.

## Santé et éducation
Le centre de soins le plus proche de Poédogo-I est le centre de santé et de promotion sociale (CSPS) de Loumbila tandis que le centre médical avec antenne chirurgicale (CMA) de la province se trouve à Ziniaré.
Le village accueille une annexe de l'École nationale des enseignements du primaire (ENEP).